# Lista de arquiteturas compatíveis com Linux

La ubiquidad do Núcleo Linux: Sistema embarcado, smartphone, Computador pessoal, Supercomputador.

O Linux é portável e suporta as seguintes arquiteturas de computadores:
- Arquitetura alpha:
  - DEC Alpha
  - Samsung Alpha CPU
- DIspositivos análogos
  - Blackfin (desde 2.6.22)
- Argonaut RISC Core (ARC) da ARC International
- Arquitetura ARM:
  - Séries Acorn Archimedes e Risc PC
  - DEC StrongARM
  - Marvell (antigo Intel) XScale
  - Sharp Zaurus
  - iPAQ
  - Tungsten Handheld da Palm, Inc.[1]
  - GP2X da Gamepark Holdings
  - Nokia 770 Internet Tablet
  - Nokia N800
  - Nokia N810
  - Nokia N900
  - gumstix
  - Nintendo DS via DSlinux
  - Sony Mylo
  - Psion 5, 5MX, Series 7, netBook
  - Alguns modelos de iPods da Apple Inc. (ver iPodLinux)
  - OpenMoko Neo 1973
  - Processadores multimídia i.MX da Freescale (antigo Motorola)
- Atmel AVR32
- ETRAX CRIS da Axis Communications
- Arquitetura 68k Freescale (68020, 68030, 68040, 68060):
  - Alguns Amigas: A1200, A2500, A3000, A4000
  - Apple Macintosh II, LC, Quadra, Centris e as primeiras séries do Performa
- Fujitsu FR-V
- Família PA-RISC da Hewlett-Packard
- Arquitetura H8 da Renesas Technology, antiga Hitachi.
  - H8/300
  - H8/500
- IBM
  - System/390 (31bites)
  - Mainframes zSeries e System z9 (64bites)
- Intel IA-64 Itanium, Itanium II
- Arquitetura x86:
  - Compatívels com o IBM PC usando processadores IA-32 e x86-64:
    - Intel 80386, 80486, e seus variantes AMD, Cyrix, Texas Instruments e IBM
    - Toda a série Pentium e seus viantes Celeron e Xeon
    - Os processadores Intel Core
    - AMD 5x86, K5, K6, Athlon (todas versões 32-bites), Duron, Sempron
    - x86-64: arquitetura de processadores 64-bites, agora oficialmente conhecidos como AMD64 (AMD) ou Intel64 (Intel); suportada pelos processadores Athlon 64, Opteron e Intel Core 2, entre outros
    - Séries Cyrix 5x86, 6x86 (M1), 6x86MX e MediaGX (National/AMD Geode)
    - Processadores VIA Technologies Eden (Samuel II), VIA C3, e VIA C7

  - Xbox da Microsoft (Pentium III), através do projeto Xbox Linux
  - SGI Visual Workstation (Pentium II/III com chipset SGI)
  - Estações de trabalho Sun Microsystems Sun386i (80386 and 80486)
  - Suporte às CPUs 8086, 8088, 80186, 80188 e 80286 em desenvolvimento (a bifurcação ELKS)[2]
- M32R da Mitsubishi
- MIPS:
  - Dingoo
  - Processadores da Infineon usados pela Amazon & Danube Network
  - Jazz
  - Cobalt Qube, Cobalt RaQ
  - DECstation
  - Loongson (compatível com MIPS), Loongson 2, e Loongson 2E da BLX IC Design Ltd (China)
  - Alguns modelos de PlayStation 2, através do projeto PS2 Linux
  - PlayStation Portable porte do uClinux 2.4.19 
  - Chipsets de rede sem fio da Broadcom
  - Dreambox (modelos HD)[3]
  - Processadores de pacote Cavium Octeon
- Série de processores de núcleo aberto OpenRISC:
  - Beyond Semiconductor OR1200
  - Beyond Semiconductor OR1210
- Arquitetura Power:
  - Servidores IBM
- Arquitetura PowerPC:
  - Cell da IBM
  - A maioria dos computadores Apple pré-Intel (todos Power Macintoshes baseados em PCI, suporte limitado para os NuBus Power Macs mais antigos)
  - Clones do PCI Power Mac oferecido pela Power Computing, UMAX e Motorola
  - Amigas atualizados com uma placa "Power-UP" (como o Blizzard ou o CyberStorm)
  - Placa-mãe do AmigaOne da Eyetech Group Ltd (UK)
  -  Samantha da Soft3 (Itaália)
  - Sistemas IBM RS/6000, iSeries e pSeries
  - Placas Pegasos I e II da Genesi
  - Nintendo GameCube e Wii, através do Nintendo GameCube Linux
  - Projeto BlackDog da Realm Systems, Inc.
  - Playstation 3 da Sony
  - CPU V-Dragon da Culturecom.
  - Virtex II Pro Field Programmable Array (FPGA) da Xilinx com núcleos PowerPC).
  - Dreambox (modelos não-HD)[4]
- SPARC
  - SPARC (32-bites):
    - Sun-4 (será abandonado na versão 2.6.27)
    - Séries SPARCstation/SPARCserver (sun4c, sun4m, sun4d)

  - SPARC (64-bites):
    - Sun Ultra series
    - Sun Blade
    - Sun Fire
    - Sistemas SPARC Enterprise baseados nos processadores UltraSPARC T1 e UltraSPARC T2
- SuperH
  - Sega Dreamcast (SuperH SH4)
  - HP Jornada 680 através da distribuição Jlime (SuperH SH3)
- S+core

Processadores adicionais (particularmente o 68000 da Freescale e o ColdFire) são suportados pela variante sem Unidade de Gerenciamento de Memória μClinux.